# Ida Lindtveitová Røseová
Ida Lindtveitová Røseová (nepřechýleně Lindtveit Røse; * 3. prosince 1992) je norská politička, členka Křesťanské lidové strany. V letech 2015–2017 byla předsedkyní její mládežnické organizace.
Studovala evropská studia na Univerzitě v Oslu, kde získala bakalářský titul. 2. června 2020 byla jmenována úřadující ministryní pro děti a rodinu, zatímco tehdejší ministr Kjell Ingolf Ropstad odešel na otcovskou dovolenou.
Je členkou městské rady a předsedkyní lokální frakce Křesťanské lidové strany v obci Oppegård. Byla předsedkyní lokální frakce v krajském zastupitelstvu ve Vikenu.
V roce 2017 pracovala jako politická poradkyně v Abelii.